# Al-Rawda, Tartus
Al-Rawda (tiếng Ả Rập: الروضة; cũng đánh vần Rauda) là một thị trấn nhỏ ở phía tây bắc Syria, một phần hành chính của Tỉnh Tartus. Nó nằm dọc theo bờ biển Địa Trung Hải và ngay phía tây dãy núi ven biển Syria ở giữa Tartus (phía nam) và Baniyas (ở phía bắc). Theo Cục Thống kê Trung ương Syria (CBS), al-Rawda có dân số 3.131 trong cuộc điều tra dân số năm 2004. Đây là trung tâm hành chính của Subdistrict Rawda (nahiyah) bao gồm chín địa phương với dân số tập thể là 11.688. Cư dân của nó chủ yếu là Kitô hữu, từ các giáo phái khác nhau.